# Acalolepta bryanti
Acalolepta bryanti är en skalbaggsart som först beskrevs av Stefan von Breuning 1938.  Acalolepta bryanti ingår i släktet Acalolepta och familjen långhorningar.
Artens utbredningsområde är Sarawak. Inga underarter finns listade i Catalogue of Life.